# Zynga
Zynga is een computerspelontwikkelaar uit San Francisco, Verenigde Staten. Zynga werd in april 2007 opgericht door Mark Pincus. Het bedrijf werd in maart 2022 overgenomen door Take-Two Interactive.

## Geschiedenis

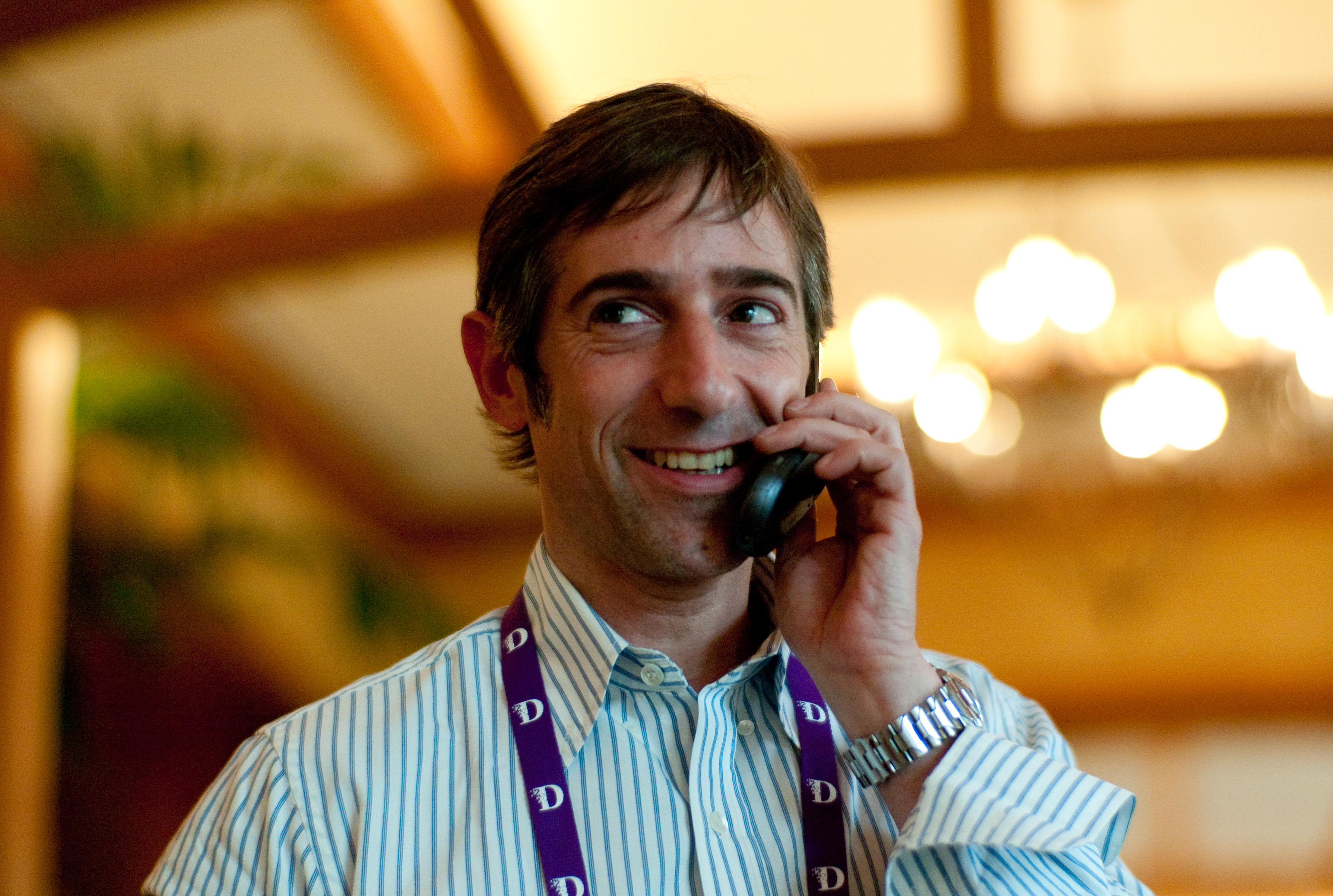
Mark Pincus, medeoprichter (2009)

Het bedrijf startte als project van Pincus om een sociaal pokerspel te creëren voor Facebook. De naam Zynga, stamt af van zijn toenmalige hond, Zinga. Op 1 juli bracht Zynga een eerste spel uit genaamd Zynga Poker. Onder de slagzin “connecting the world through games” (vrij vertaald: “de wereld verbinden met behulp van spellen”) bracht Zynga nog enkele andere games uit die populair werden, zoals FarmVille, FrontierVille, Mafia Wars en Cafe World. Al deze spellen werden uitgebracht op [Facebook en vallen onder de categorie webbrowserspellen.
In 2012 bracht Facebook enkele aanpassingen aan op hun startpagina waardoor de spellen van Zynga moeilijker vindbaar werden. Door die veranderingen besloot Zynga om de focus te verleggen naar het ontwikkelen van mobiele games. Het neveneffect van deze beslissing was dat hierdoor de meest geliefde franchises niet de nodige aandacht kregen en spelers begonnen te verliezen.
In februari 2016 werd Frank Gibeau de nieuwe CEO van Zynga. Gibeau veranderde de koers van het bedrijf en besloot om volledig te focussen op de franchises waarmee Zynga groot was geworden. Mede door Gibeau steeg de populariteit van Zynga weer en werd het een van de snelst groeiende bedrijven in de branche.
In maart 2022 werd Zynga overgenomen door toenmalig concurrent Take-Two Interactive. Take-Two legde hiervoor 12,7 miljard Amerikaanse dollar op tafel. Zelnick van Take-Two ging beide bedrijven leiden, tezamen met Frank Gibeau.

## Computerspellen

### Huidige spellen
- Ayakashi: Ghost Guild
- Bubble Safari
- Bubble Safari Ocean
- CastleVille
- Chess with Friends
- ChefVille
- CityVille Holidaytown
- CityVille Hometown
- Clay Jam
- Drop7
- Empires & Puzzles
- FarmVille
- FarmVille 2
- FarmVille 3
- FarmVille Mobile
- Fashion Designer
- Fairy Tale Twist
- Friends for Sale
- Gems With Friends
- Hanging with Friends

- Hidden Chronicles
- Hidden Shadows
- Live Poker
- Mafia Wars
- Matching with Friends
- Merge Dragons!
- Ninja Kingdom (ook bekend als Dojo Mojo)
- Party Place
- Scramble with Friends
- Solstice Arena
- The Pioneer Trail (voorheen FrontierVille)
- Toon Blast!
- War of the Fallen
- Words with Friends
- YoVille
- Zynga Bingo
- Zynga Elite Slots
- Zynga Poker
- ZyngaPlus Poker
- ZyngaPlusCasino

### Beëindigde spellen
- Battlestone – Beëindigd op 1 januari 2014
- Café World Beëindigd op 22 juli 2014
- CityVille - Beëindigd op 30 april 2015
- CityVille 2 – Beëindigd op 7 maart 2013
- CoasterVille Beëindigd op 23 juli 2014
- Dope Wars – Beëindigd in december 2009
- Dream Heights – Beëindigd op 20 juni 2013
- Dream PetHouse – Beëindigd op 28 juni 2013
- Dream Zoo – Beëindigd op 27 mei 2013
- Empires & Allies – Beëindigd op 17 juni 2013
- FishVille – Beëindigd op 5 december 2012
- ForestVille – Uit appstores gehaald
- Indiana Jones Adventure World – Beëindigd op 14 januari 2013
- Mafia Wars 2 – Beëindigd op 20 december 2012
- Mafia Wars Shakedown – Uit appstores gehaald
- Mojitomo – Uit appstores gehaald
- Montopia – Beëindigd op 21 december 2012
- PetVille – Beëindigd op 30 december 2012
- Roller Coaster Kingdom – Beëindigd op 30 juni 2010
- Ruby Blast – Shut down on 4 januari 2014
- Street Racing – Beëindigd in december 2010
- The Ville – Beëindigd op 24 juni 2013
- Treasure Isle – Beëindigd op 5 december 2012
- Vampire Wars – Beëindigd op 5 december 2012
- Warstorm – Beëindigd in september 2011
- Word Scramble Challenge – Uit appstores gehaald
- Zynga Slingo – Beëindigd op 26 augustus 2013
- Zynga Slots – Beëindigd op 25 november 2013